# Arkiater
Arkiater (på latin archiater eller archiatrus, av grekiskans ἀρχή archè, "ledare", och ἴατρος iatros, "läkare") var i äldre tider den officiella titeln för en förste läkare eller överläkare, ofta även kunglig livmedikus.
I Rom fanns under kejsartiden dels archiatri palatini (livmedici hos kejsarna), dels archiatri populares. De senare skulle kostnadsfritt vårda fattiga sjuka, kontrollera andra läkares praktik och förmedla medicinsk undervisning.

## Arkiatrer i Sverige
I Sverige finner man för konungarnas lifmedici titeln archiater redan i början av 1600-talet. Doktor Kasper Fidlerus, bördig från Königsberg, blev arkiater hos Karl IX och sedermera, 1612, hos Gustav II Adolf. Doktor Gregoire François Duriez från Artois blev 1655 Karl X Gustavs livmedikus och avgav den 24 mars 1663 sin "försäkring" såsom archiater et primarius doctorum. Han blev samma år ordförande i det då inrättade "Collegium medicorum". 
Bland kända personer med titeln arkiater under 1700-talet kan nämnas Abraham Bäck, Carl von Linné och Kilian Stobæus.
De sista som i Sverige bar titeln arkiater var friherre Christian Ehrenfried von Weigel, ordförande i Sundhetskollegium, och Per von Afzelius, professor i Uppsala, vilka båda erhöll titeln förste arkiater 1818 samt Erik af Edholm, ordförande i Sundhetskollegium, vilken blev förste arkiater 1842.

## Arkiatrer i Finland
I Finland används ännu arkiatertiteln. Denna tilldelas av Medicinalstyrelsen som en honorärtitel en särskilt meriterad läkare i taget.
Finlands arkiatrer sedan 1817
- Gabriel von Bonsdorff, 1817–1831
- Johan Agapetus Törngren, 1833–1859
- Lars Henrik Törnroth, 1844–1864
- Evert Julius Bonsdorff, 1859–1898
- Otto Edvard August Hjelt, 1885–1913
- Johan Isak Björkstén, 1896–1912
- Klas Richard Sievers, 1928–1931
- Juho Jaakko Karvonen, 1933–1943
- Werner Oswald Renkonen, 1943–1951
- Arvo Henrik Ylppö, 1952–1992
- Nils Christian Edgar Oker-Blom, 1992–1995
- Risto Lauri Agathon Pelkonen, 1995–2025